# Odette De Wynter
Odette De Wynter (Bruxelles, 18 luglio 1927 – Bruxelles, 14 settembre 1998) è stata una notaia belga, prima donna ad assumere tale incarico in Belgio.

## Biografia
Odette è l'unica figlia di Yvonne Prayé, attivista del partito liberale, e Jean De Wynter, notaio a Ostenda. Rimasta orfana di padre da giovane, seguirà gli studi di giurisprudenza con l'appoggio della madre. Si laurea presso ULB nel 1950 insieme a Éliane Vogel-Polsky e Marie-Thérèse Cuvelliez, con le quali sarà amica tutta la vita. Odette era regolarmente schernita per i suoi studi da notaio perché quando lei s'iscrisse ai corsi, la professione era vietata alle donne. Il caso volle che proprio quell'anno il parlamento belga aprisse la professione alle donne, ma ci vollero altri cinque anni prima che un decreto reale, firmato il 20 giugno 1955, la nominasse notaio a Auderghem. Divenne la prima notaia del Belgio. 
Segue le orme materne nella lotta femminista. Sua madre fonda nel 1953 Solidaritè familiale, dedicato al sostegno delle famiglie e delle persone anziane, e lei ne diviene la vice-presidente, carica ricoperta anche in Solidaritè, Groupement social féminin, dedicato esclusivamente ai problemi femminili. È molto attiva anche a livello della Federazione Abolizionista Internazionale, creata nel 1875 dall'inglese Josephine Butler, il cui scopo era quello di abolire la prostituzione. Insieme a Louise Van den Plas, Magdeleine Leroy-Boy ed altre personalità belghe fonda la Ligue belge abolitionniste a Bruxelles. Resterà nel gruppo degli attivisti anche quando la lega cambierà nome nel 1960 diventando la tesoriera della Union belge contre l’exploitation de la débauche (UBED).
Nel 1990 è una dei membri fondatori dell'Institut de recherches et d'études notariales europèen (I.R.E.N.E.), con sede a Lussemburgo.